# Luzoni csillagosgalamb

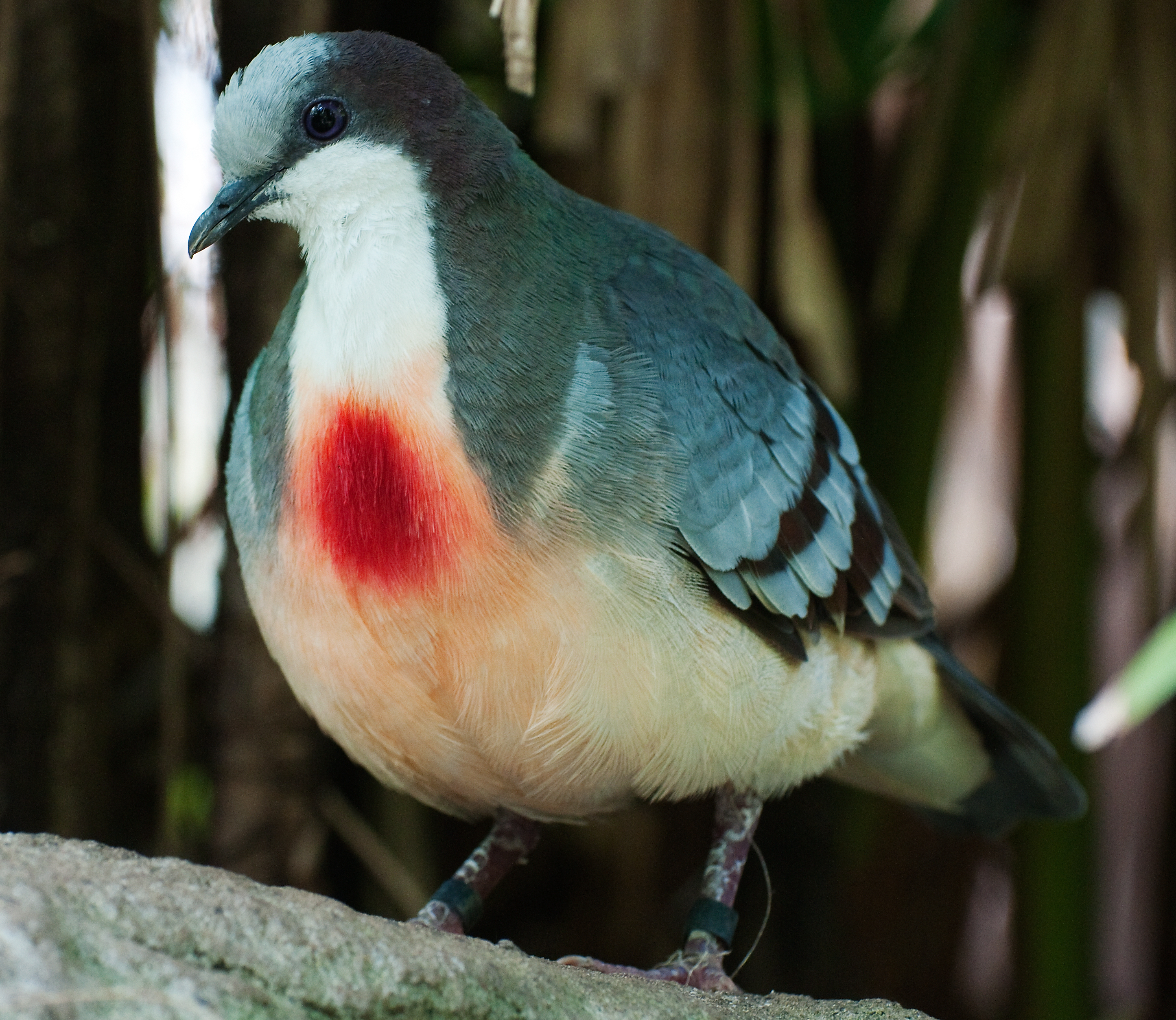

A luzoni csillagosgalamb (Gallicolumba luzonica) a madarak osztályának galambalakúak (Columbiformes) rendjéhez és a galambfélék (Columbidae) családjához tartozó  faj.

## Előfordulása
A Fülöp-szigetek északi részén honos, nevét is innen kapta, Luzon szigetének északi és középső részén és a szomszédos Polillo szigeten él. Esőerdők cserjéseinek lakója.

## Alfajai
- Gallicolumba luzonica luzonica
- Gallicolumba luzonica griseolateralis
- Gallicolumba luzonica rubiventris

## Megjelenése
Testhossza 29 centiméter. Torka és melle fehér, utóbbin vörös foltot visel, mely az egyes példányokra jellemző.

## Életmódja
Magvakkal, bogyókkal, pókokkal és csigákkal táplálkozik.

## Szaporodása
Alacsony fákra, vagy bokrokra készíti fészkét.